# Jean-Baptiste Froussard
Jean-Baptiste Froussard est un homme politique français né le 12 janvier 1792 à Grenoble (Isère) et décédé le 2 décembre 1849 à Passy.
Chef d'institution scolaire à Grenoble, il fonde un pensionnat avant de devenir précepteur des enfants de Casimir Périer. En 1830, il est directeur de l'école normale supérieure de Versailles puis du prytanée de Ménars. Il est député de l'Isère de 1848 à 1849, siégeant à gauche.
Il est nommé commissaire de la république général pour les départements de la Drôme, de l’Isère et des Hautes-Alpes, ce qui l'amène à intervenir dans le conflit entre l‘ancien commissaire de la république de la Drôme à titre provisoire, Fournery, qui refuse de céder son siège au nouveau nommé par le gouvernement, Napoléon Chancel. C’est le second qu’il démet.